# Koleje Rosyjskie

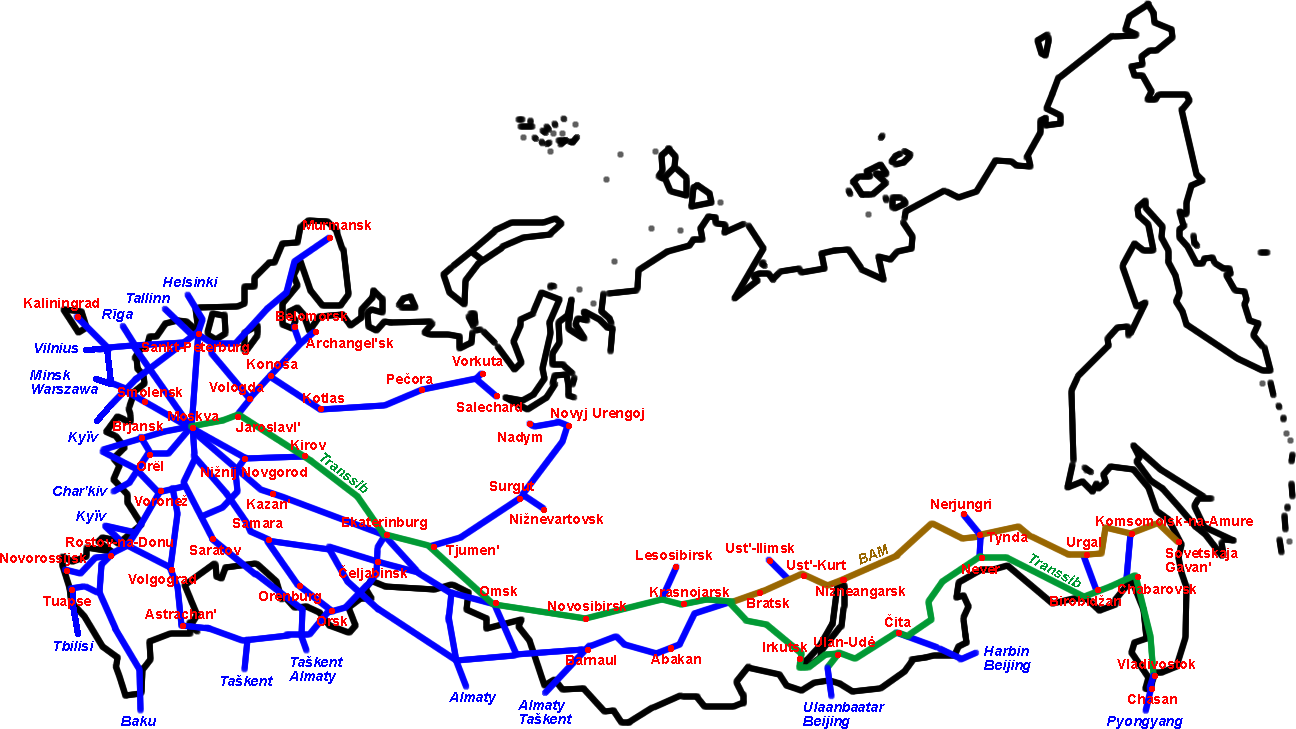
Sieć kolejowa RŻD

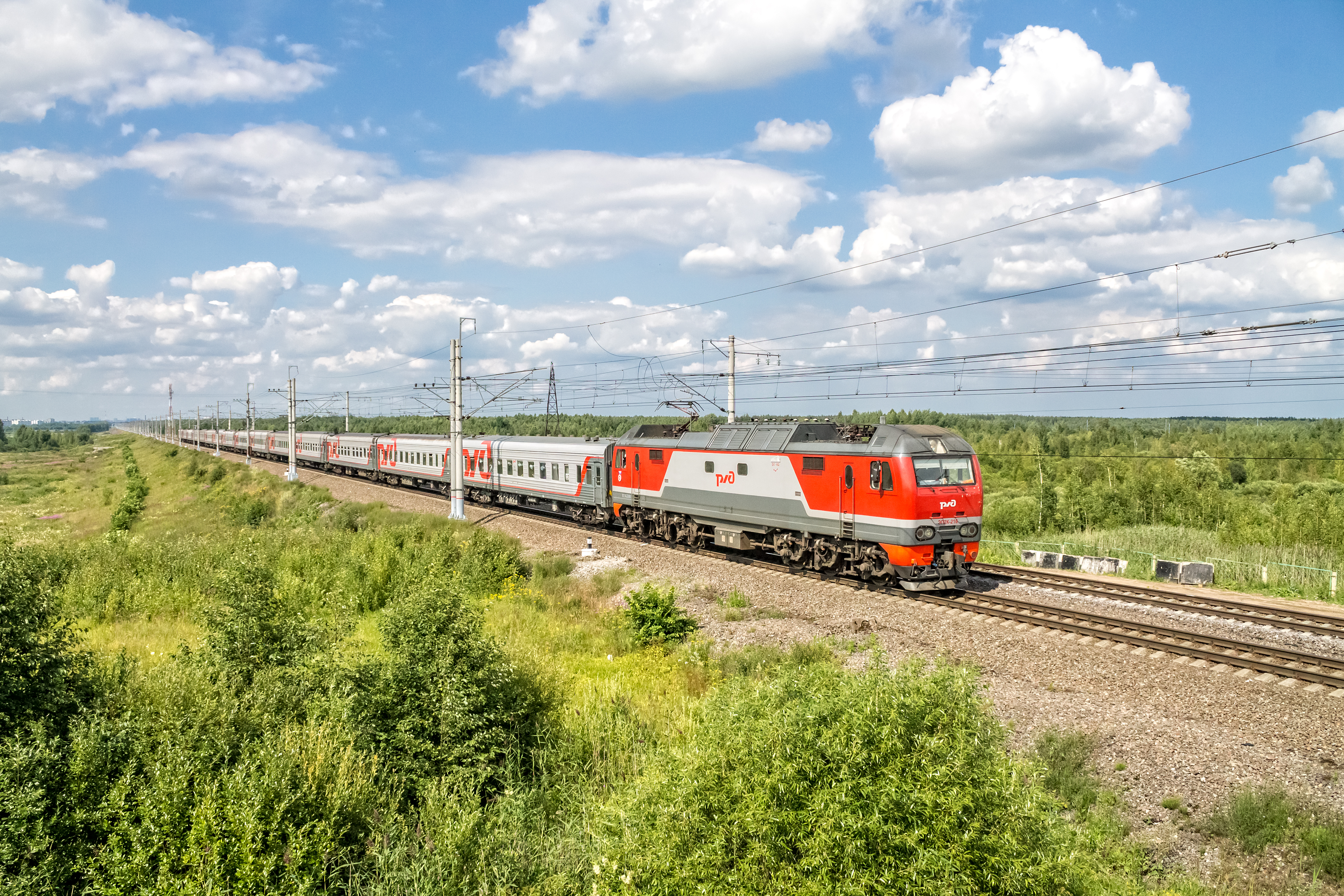
Lokomotywa ЭП2К-216

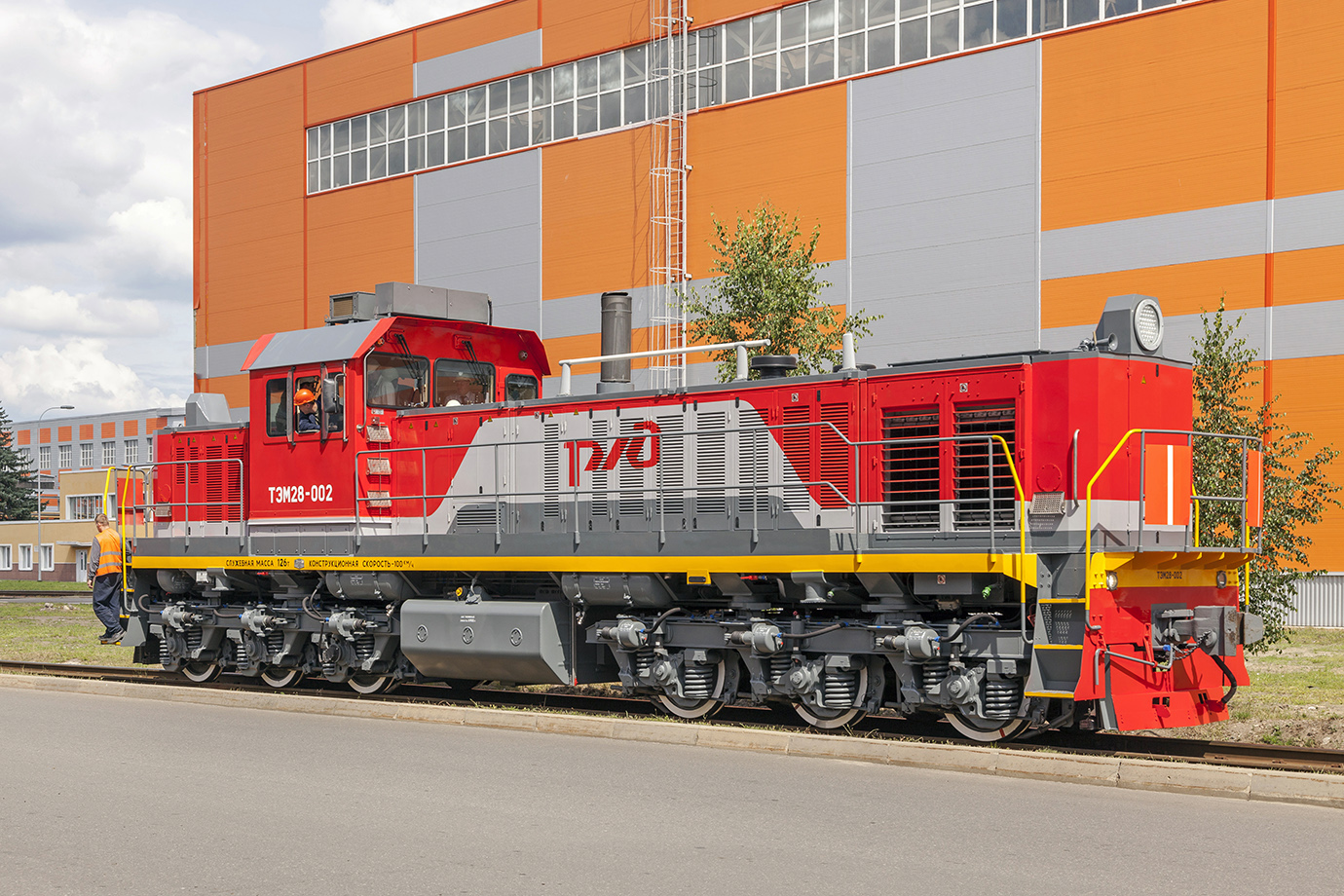
Lokomotywa ТЭМ28-002

Koleje Rosyjskie (ros. ОАО Российские железные дороги, Rossijskije żeleznyje dorogi; РЖД, RŻD) – operator rosyjskiej sieci kolejowej, jedno z największych przedsiębiorstw transportowych na świecie, ma około 80% przewozów kolejowych w Rosji.
Jedynym akcjonariuszem przedsiębiorstwa jest Federacja Rosyjska.

## Historia
Poprzedniczką RŻD były Koleje Radzieckie (Советские железные дороги), SŻD (СЖД). Zarządzał nimi wyspecjalizowany urząd, ostatnią nazwą było Ministerstwo Kolei (Министерствo путей сообщения), MPS (МПС).

## Działalność
Podstawą działalności przedsiębiorstwa są przewozy towarowe i pasażerskie. RŻD dysponują 99% krajowych magistrali kolejowych o łącznej długości 85 500 km, w tym zelektryfikowanych 42 300 km, wyłączając szereg linii zarządzanych przez przedsiębiorstwa prywatne, np. Kolej Norylską (Норильская железная дорога). Na koniec 2007 r. RŻD działały w 79 podmiotach administracyjnych Rosji, a planują ekspansję w 5.
Część przewozów pasażerskich, głównie na trasie Moskwa – St. Petersburg obsługiwana jest pociągami prywatnymi.

### Tabor
Przedsiębiorstwo dysponuje parkiem:
- 5500 lokomotyw do obsługi ruchu towarowego; 1700 – do ruchu pasażerskiego
- 512 300 wagonów towarowych i 38 500 pasażerskich

### Wskaźniki działalności
Corocznie RŻD przewozi ponad 1,3 mld pasażerów i 1,3 mld ton towarów.

### Program inwestycyjny
RŻD podpisały cały szereg kontraktów na dostawę nowego taboru:
- 19 września 2007 z zakładem Uralwagonzawod (Уралвагонзавод) w Niżnim Tagile na dostawę do 2010 40 tys. wagonów towarowych.
- z zakładami Transmaszholding (Трансмашхолдинг) w Moskwie na dostawę w latach 2007–2009 212 elektrowozów.

## Struktura organizacyjna
Łącznie obejmuje 987 przedsiębiorstw i 165 innych podmiotów.

### Departamenty i zarządy administracji centralnej RŻD
- Służba Finansowa RŻD (Бухгалтерская служба ОАО РЖД)
  - Departament Ewidencji Księgowej (Департамент бухгалтерского учета)
  - Departament Polityki Podatkowej i Metodologii Ewidencji Podatkowej (Департамент налоговой политики и методологии налогового учета)
- Departament Automatyki i Telemechaniki (Департамент автоматики и телемеханики)
- Departament Ochrony Kolei (Департамент безопасности)
- Departament Bezpieczeństwa Ruchu (Департамент безопасности движения)
- Departament Gospodarki Wagonami (Департамент вагонного хозяйства)
- Departament Ochrony Zdrowia (Департамент здравоохранения)
- Departament Inwestycji (Департамент инвестиционной деятельности)
- Departament Informatyzacji i Korporacyjnych Procesów Zarządzania (Департамент информатизации и корпоративных процессов управления)
  - Zarząd Analiz i Statystyki (Управление анализа и статистики)
- Departament Skarbu (Департамент „Казначейство”)
- Departament Budownictwa Kubaturowego (Департамент капитального строительства)
- Departament Polityki Handlowej Przewozów Towarowych (Департамент коммерческой работы в сфере грузовых перевозок)
- Departament Budownictwa Korporacyjnego i Reform (Департамент корпоративного строительства и реформирования)
- Departament Komunikacji Korporacyjnej (Департамент корпоративных коммуникаций)
- Departament Finansów Korporacyjnych (Департамент корпоративных финансов)
- Departament Gospodarki Lokomotywami (Департамент локомотивного хозяйства)
- Departament Współpracy Międzynarodowej (Департамент международных связей)
- Departament Przewozów Pasażerskich (Департамент пассажирских сообщений)
  - Zarząd Podmiejskich Przewozów Pasażerskich (Управление пригородных пассажирских перевозок)
- Departament Planowania i Budżetowania (Департамент планирования и бюджетирования)
- Departament Współpracy z Federalnymi i Regionalnymi Organami Władzy (Департамент по взаимодействию с федеральными и региональными органами власти)
- Departament Marketingu Przewozów Towarowych i Polityki Taryfowej (Департамент по маркетингу грузовых перевозок и тарифной политике)
- Departament Organizacji i Etatyzacji (Департамент по организационно-штатным вопросам)
- Departament Drogowy i Utrzymania (Департамент пути и сооружений)
- Departament Łączności i Techniki Obliczeniowej (Департамент связи и вычислительной техники)
- Departament Socjalny (Департамент социального развития)
- Departament Techniczny (Департамент технической политики)
- Departament Obsługi Zarządu (Департамент управления делами)
- Departament Zarządzania Podmiotami Zależnymi (Департамент управления дочерними и зависимыми обществами)
- Departament Nadzoru Właścicielskiego (Департамент управления имуществом)
- Departament Zarządzania Przewozami (Департамент управления перевозками)
- Departament Zarządzania Personelem (Департамент управления персоналом)
- Departament Koniunktur Ekonomicznych i Rozwoju Strategicznego (Департамент экономической конъюнктуры и стратегического развития)
- Departament Elektryfikacji i Zaopatrzenia Sprzętu Elektrycznego (Департамент электрификации и электроснабжения)
- Departament Prawny (Правовой департамент)

- Zarząd Obiektów Technologicznych i Komunalnych (Управление объектов технологического и коммунального назначения)
- Zarząd Ochrony Pracy, Bezpieczeństwa Przemysłowego i Kontroli Ekologicznej (Управление охраны труда, промышленной безопасности и экологического контроля)
- Zarząd Planowania i Normalizowania Materiałowo-Technicznego (Управление планирования и нормирования материально-технических ресурсов)
- Zarząd Działalności Celno-Brokerskiej (Управление по таможенно-брокерской деятельности)
- Zarząd Protokołu Prezydenta RŻD (Управление протокола президента ОАО РЖД)
- Zarząd Weryfikacji Projektów i Kosztorysów (Управление экспертизы проектов и смет)
- Dyrekcja Remontu Pasażerskiego Taboru Kolejowego Wagonremmasz (Дирекция по ремонту пассажирского подвижного состава „Вагонреммаш”)
- Dyrekcja Remontu Taboru Kolejowego Żeldorremmasz (Дирекция по ремонту подвижного состава „Желдорреммаш”)
- Inspekcja Utrzymania Parku Wagonowego (Инспекция по сохранности вагонного парка)
- Korporacyjne Centrum Rozwoju Profesjonalnego Szkolenia Personelu (Корпоративный центр развития профессионального обучения персонала)
- Centrum Inspekcji Kontroli Jakości i Odbiorów (Центр инспекций по контролю качества и приемке)
- Centrum Kontroli i Audytu Wewnętrznego Żeldorkontrol (Центр контроля и внутреннего аудита „Желдорконтроль”)
- Centrum Informacji Naukowo-Technicznej (Центр научно-технической информации – ЦНТИ ОАО РЖД)
- Centrum Organizacji Przetargów (Центр организации конкурсных закупок)
- Centrum Organizacji Handlu i Zbiorowego Żywienia (Центр организации торговли и общественного питания)
- Centrum Współpracy z Przedsiębiorstwami Przemysłowymi Drogownictwa (Центр по работе с промышленными предприятиями путевого хозяйства)
- Centrum Rozliczeń Międzynarodowych Przewozów Kolejowych Żeldorrasczet (Центр расчетов за международные железнодорожные перевозки „Желдоррасчет”)
- Centrum Obsługi Transportowej RŻD (Центр фирменного транспортного обслуживания ОАО РЖД)

### Struktura terytorialna
Pracę sieci koordynuje 17 zarządów terytorialnych (kolei, filii), będących odpowiednikiem funkcjonujących do niedawna w ZSRR, Rosji, jak i w Polsce dyrekcji okręgowych:
- Kolej Wschodniosyberyjska (Восточно-Сибирская железная дорога, В.-Сиб./ВСИБ), Irkuck, 5 oddziałów, 183 stacje
- Kolej Gorkowska (Горьковская железная дорога, Горьк./ГОРЬК), Niżny Nowogród, 6 oddziałów, 384 stacje
- Kolej Dalekowschodnia (Дальневосточная железная дорога, Д.-Вост./ДВОСТ), Chabarowsk, 4 oddziały, 339 stacji
- Kolej Zabajkalska (Забайкальская железная дорога, Заб./ЗАБ), Czyta, 4 oddziały, 158 stacji
- Kolej Zachodniosyberyjska (Западно-Сибирская железная дорога, З.-Сиб./ЗСИБ), Nowosybirsk, 4 oddziały, 291 stacji
- Kolej Królewiecka (Калининградская железная дорога, Калинингр./КЛНГРД), Królewiec, 1 oddział, 56 stacji
- Kolej Krasnojarska (Красноярская железная дорога, Красн./КРАСН), Krasnojarsk, 3 oddziały, 144 stacje
- Kolej Kujbyszewska (Куйбышевская железная дорога, Кбш./КБШ), Samara, 5 oddziałów, 284 stacje
- Kolej Moskiewska (Московская железная дорога, Моск./МОСК), Moskwa, 9 oddziałów, 661 stacji
- Kolej Październikowa (Октябрьская железная дорога, Окт./ОКТ), Petersburg, 6 oddziałów, 665 stacji
- Kolej Południowo-wschodnia (Юго-Восточная железная дорога, Ю.-Вост./ЮВСТ), Woroneż, 5 oddziałów, 271 stacji
- Kolej Południowo-uralska (Южно-Уральская железная дорога, Ю.-Ур./ЮЖНУР), Czelabińsk, 7 oddziałów, 232 stacji
- Kolej Północna (Северная железная дорога, Сев./СЕВ), Jarosław, 6 oddziałów, 375 stacji
- Kolej Północno-kaukaska (Северо-Кавказская железная дорога, С.-Кав./СКАВ), Rostów nad Donem, 6 oddziałów, 412 stacji
- Kolej Przywołżańska (Приволжская железная дорога, Прив./ПРИВ), Saratów, 3 oddziały, 206 stacji
- Kolej Sachalińska (Сахалинская железная дорога, Сах./САХ), Jużnosachalińsk, 1 oddział, 66 stacji
- Kolej Świerdłowska (Свердловская железная дорога, Свердл./СВЕРДЛ), Jekaterynburg, 6 oddziałów, 381 stacji

Każda z kolei posiada w swojej strukturze wydzielone przedsiębiorstwa obsługi itd.

### Przedsiębiorstwa zależne
Lista obejmuje 108 podmiotów.
- Centralne Przedsiębiorstwo Podmiejskich Przewozów Pasażerskich (Центральная пригородная пассажирская компания), Moskwa, 49% akcji
- Karelian Trains, Helsinki, 50%
- Klub Piłkarski Lokomotiw (Футбольный клуб „Локомотив”), Moskwa, 70%
- Transcontainer (Трансконтейнер), Moskwa, 100% akcji – operator przewozów kontenerowych
- Transinform (Трансинформ), Moskwa – technika komputerowa
- Transkreditbank (Транскредитбанк), Moskwa, 75%
- Transmaszholding (Трансмашхолдинг), Moskwa
- TransTelekom (ТрансTелеком), Moskwa, 100%
- ZhelDorIpoteka (Желдорипотека), Moskwa, 100% – przedsiębiorstwo budowlane i deweloperskie
- ŻASO (ЖАСО), Moskwa – ubezpieczenia

## Projekty
- Planuje się uruchomienie szybkiego połączenia między miastami: Niżny Nowogród←→Moskwa←→ Petersburg←→Helsinki.
- RŻD planują przekształcić Departament Bezpieczeństwa firmy w Agencję Bezpieczeństwa Transportu (Агентство транспортной безопасности), rozszerzając działalność w całym resorcie transportu.
- Koleje Rosyjskie podjęły decyzję o kompleksowej automatyzacji swoich placówek remontowych taboru kolejowego, aby znacznie zwiększyć produktywność. Zaczęto od zakładów w Magnitogorsku. Po modernizacji, zakłady te mogą rocznie przyjąć do serwisu 3000 wagonów więcej niż poprzednio[2].

Przedsiębiorstwo jest sponsorem klubu hokejowego Łokomotiw Jarosław, klubu piłki nożnej Lokomotiw Moskwa.